# Rutas de América 2023
La 51.ª edición de Rutas de América, se disputa en Uruguay desde el 16 de febrero hasta el 26 de febrero de 2023.
El recorrido fue de 1 prólogo y 10 etapas de las cuales una es un tramo contrarreloj individual, para totalizar 1.524,7 km.
Rutas de América 2023 fue la 51.ª edición de la clásica carrera ciclista por etapas disputada en Uruguay entre el 16 y el 26 de febrero de 2023. El recorrido constó de un prólogo y 10 etapas que sumaron 1 524,7 km. La prueba fue ganada por Matías Presa del Club Ciclista Cerro Largo, quien vistió el maillot de líder en todas las jornadas.

## Equipos participantes
Participaron 30 equipos —29 uruguayos y 1 brasileño— con un total de 175 ciclistas inscritos.

## Recorrido y etapas
El recorrido incluyó un prólogo y 10 etapas, entre llanos y un contrarreloj individual, recorriendo 10 departamentos del país.
| Etapa   | Fecha         | Recorrido                       | Distancia (km) | Ganador                | Líder        |
| ------- | ------------- | ------------------------------- | -------------- | ---------------------- | ------------ |
| Prólogo | 16 de febrero | Pista de ciclismo de Maldonado  | 5              | Matías Presa           | Matías Presa |
| 1.ª     | 17 de febrero | Maldonado – Montevideo          | 140            | Erlan Aita             | Matías Presa |
| 2.ª     | 18 de febrero | Montevideo – Trinidad           | 185,4          | Matías Presa           | Matías Presa |
| 3.ª     | 19 de febrero | Trinidad – Mercedes             | 133,4          | Cristhian Gutiérrez    | Matías Presa |
| 4.ª     | 20 de febrero | Fray Bentos – Carmelo           | 187,8          | Alejandro Acton        | Matías Presa |
| 5.ª     | 21 de febrero | Ombúes de Lavalle – Santa Lucía | 176            | Leonel Rodríguez       | Matías Presa |
| 6.ª     | 22 de febrero | Canelones – Sarandí del Yí      | 196            | Juan Martín Echeverría | Matías Presa |
| 7.ª     | 23 de febrero | Santa Clara de Olimar – Melo    | 115            | Pablo Anchieri         | Matías Presa |
| 8.ª     | 24 de febrero | Melo (CRI)                      | 32,6           | Jorge Giacinti         | Matías Presa |
| 9.ª     | 25 de febrero | José Pedro Varela – Maldonado   | 186,5          | Pablo Anchieri         | Matías Presa |
| 10.ª    | 26 de febrero | Maldonado – Montevideo          | 167            | Pablo Troncoso         | Matías Presa |

## Clasificación general
1. Matías Presa (C.C. Cerro Largo) [5]